# 崇徳帝姫
崇徳帝姫（すうとくていき、1105年10月以前 - 1121年）は、北宋の徽宗の第9皇女（夭逝を除いて第5皇女）。

## 経歴
徳妃王氏の長女として生まれた。崇寧4年（1105年）10月3日、和慶公主の位を授けられた。大観2年（1108年）2月、崇福公主の位を改授された。
政和3年（1113年）閏4月、崇福帝姫の位を改授された。宣和元年（1119年）9月、左衛将軍の曹湜に降嫁した。宣和2年（1120年）5月、崇徳帝姫の位を改授された。
宣和3年（1121年）9月、死去した。曹湜は9月16日、その葬儀の際に「粗俗無礼、凶豪肆志」という罪状で免職され、房州へ追放された。曹湜の父の曹戩（曹佾の子の曹誘の子）も「しつけが行き届いてない」という罪状で免職され、道士として出家させられた。

## 伝記資料
- 『宋会要輯稿』
- 『皇第九女特封和慶公主制』
- 『崇福公主特改封崇福帝姫制』